# ثوب جراحي

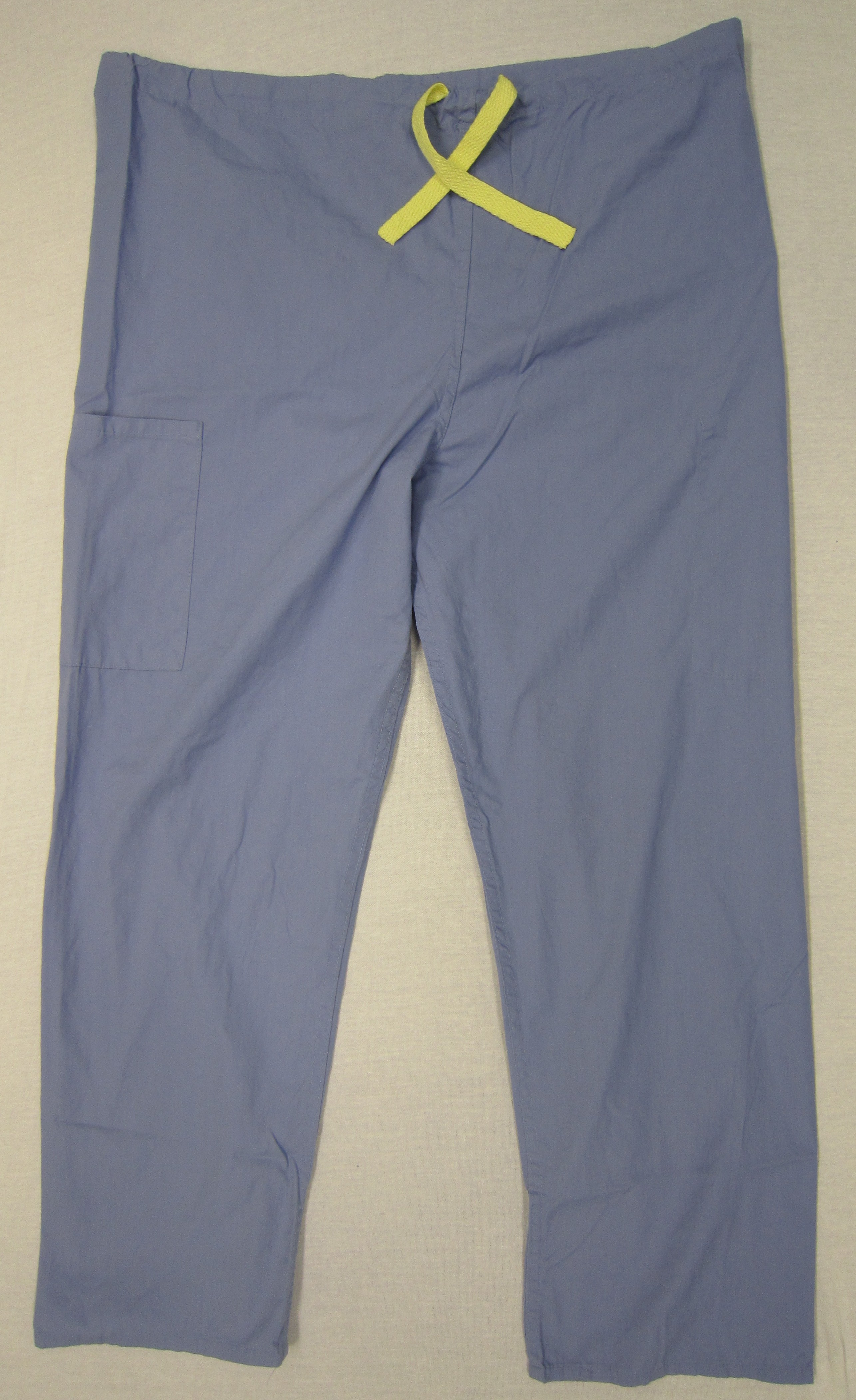
بنطال السكرابز

الثوب الجراحي أو الزي الجراحي (بالإنجليزية: Scrubs)‏ هي كلمة أجنبية تطلق على لباس أو رداء الممرض والجراح وأخصائي المختبرات الطبية والأشخاص في غرفة العمليات الجراحية في المستشفى. ومن المعروف في بعض الأحيان على أنها مسرح البلوز. وهي مصممة لتكون بسيطة مع الحد الأدنى من الأماكن للملوثات للاختباء، وسهلة الغسل، ويمكن استبدالها بسهولة لرخص ثمنها إذا تضررت أو تلطخت بشكل لا يمكن إصلاحه. إن ارتداء السكرابز يمدد وقته إلى ما بعد الجراحة في العديد من المستشفيات. ترتدى الآن من قبل موظفي المستشفى في بيئة نظيفة.

## التكوين
يتكون من قسمين بشكل عام:
- قسم علوي، وهو عبارة عن قميص.
- قسم سفلي وهو عبارة عن بنطال.

## تاريخ الملابس الجراحية
كان الجراحين لا يرتدون أي نوع من الملابس المخصصة حتى فترة متقدمة من القرن العشرين. وأجريت العمليات الجراحية في غرفة العمليات. ارتدى الجراح ثيابه، وربما مئزار الجزار لحماية ملابسهم من بقع الدم، وكان يعملون مع الأدوات غير المعقمة. وعلى النقيض من مفهوم اليوم للجراحة كمهنة تؤكد النظافة والضمير، وصولا إلى علامة الجراح المشغول والناجح أوائل القرن العشرين بكثرة الدم والسوائل في ثيابه.
مع وباء «الإنفلونزا الاسبانية» عام 1918 والفائدة الطبية المتنامية في نظرية المطهرات لجوزف ليست، بدأ بعض الجراحين يرتدون أقنعة القطن في الجراحة؛ ومع ذلك، لم يكن ذلك لحماية المريض من العدوى داخل الجراحة، ولكن لحماية الجراح من الأمراض من المريض. في نفس الوقت تقريبا، بدأت العاملين في مجال الجراحة ارتداء قفازات مطاطية ثقيلة لحماية أيديهم من المحلول المستخدم لتنظيف الغرفة والمعدات.
في 1940s، والتقدم في التعقيم الجراحي (التي تسمى الآن تقنية التعقيم) وعلم عدوى الجرح أدى إلى اعتماد ستائر والعباءات مطهرة في غرفة العمليات. وتعقيم الأدوات واللوازم والضمادات بشكل روتيني.

## استخدامها
في كثير من غرف العمليات، يحظر ارتداء أي ملابس مكشوفة، مثل تي شيرت، تحت الزي الجراحي. كما صممت لتعزيز بيئة نظيفة، وارتداء الملابس الخارجية يعتقد أنها تسبب إدخال الأمراض غير المرغوب فيها.
على جميع العاملين في رعاية المرضى في المستشفيات في الولايات المتحدة ارتداء شكل ما من الزي الجراحي أثناء تأديتهم لعملهم، كما يفعل بعض العاملين في الطب، طب الأسنان، والمكاتب البيطرية. الأطباء في الولايات المتحدة قد يرتدوا الملابس الخاصة بهم مع معطف أبيض باستثناء العملية الجراحية. موظفي الدعم مثل حراس وموظفي الوحدة أيضا ارتداء الزي الجراحي في بعض المرافق.

## السكرابز الحديثة
اليوم، أي زي طبي مكون من قميص قصير الأكمام والسراويل يعرف باسم «سكرابز». ويمكن أن تشمل أيضا السكرابز الخصر طول سترة ذات أكمام طويلة مع عدم وجود التلابيب والأصفاد stockinette، والمعروفة باسم «سترة الاحماء»

## الألوان والأنماط
الزي الجراحي في الجراحة هو اللون الأخضر، رغم أن بعض المراكز الطبية تحولت إلى اللون الوردي.
الأزياء غير الجراحية يأتي في مجموعة متنوعة من الألوان والنقوش، بدءا من قضية الملابس الرسمية إلى العرف، سواء من قبل الشركات موحدة التجارية أو المنزلية الخياطة باستخدام أنماط المطبوعة المتاحة تجاريا.
بعض المستشفيات تستخدم اللون السكرابز لتفريق بين إدارات رعاية المرضى (أي جراحة والمخاض والولادة، الطوارئ، وما إلى ذلك)، أو بين الأفراد المرخص لهم برعاية المرضى (الممرضات والفنيين الإشعاعي، والجهاز التنفسي والعلاج الطبيعي، وما إلى ذلك)، وموظفي المساعدة غير المرخص لهم، والموظفين غير المريض دعم الرعاية (أي العتالة والغذائية، وكتبة وحدة، وما إلى ذلك). قد المستشفيات أيضا توسيع ممارسة للتمييز غير الموظفين / زوار

## التنظيف
يتم تنظيف السكرابز وغسيله داخل المستشفى لضمان التعقيم.

## قبعات السكرابز
وقد تخرج من كونها وظيفية إلى كونها أيضا ملحق شخصية سواء في غرفة العمليات وخارجها ويتم ارتدائها من قبل الجراحين